# Micro-Star International

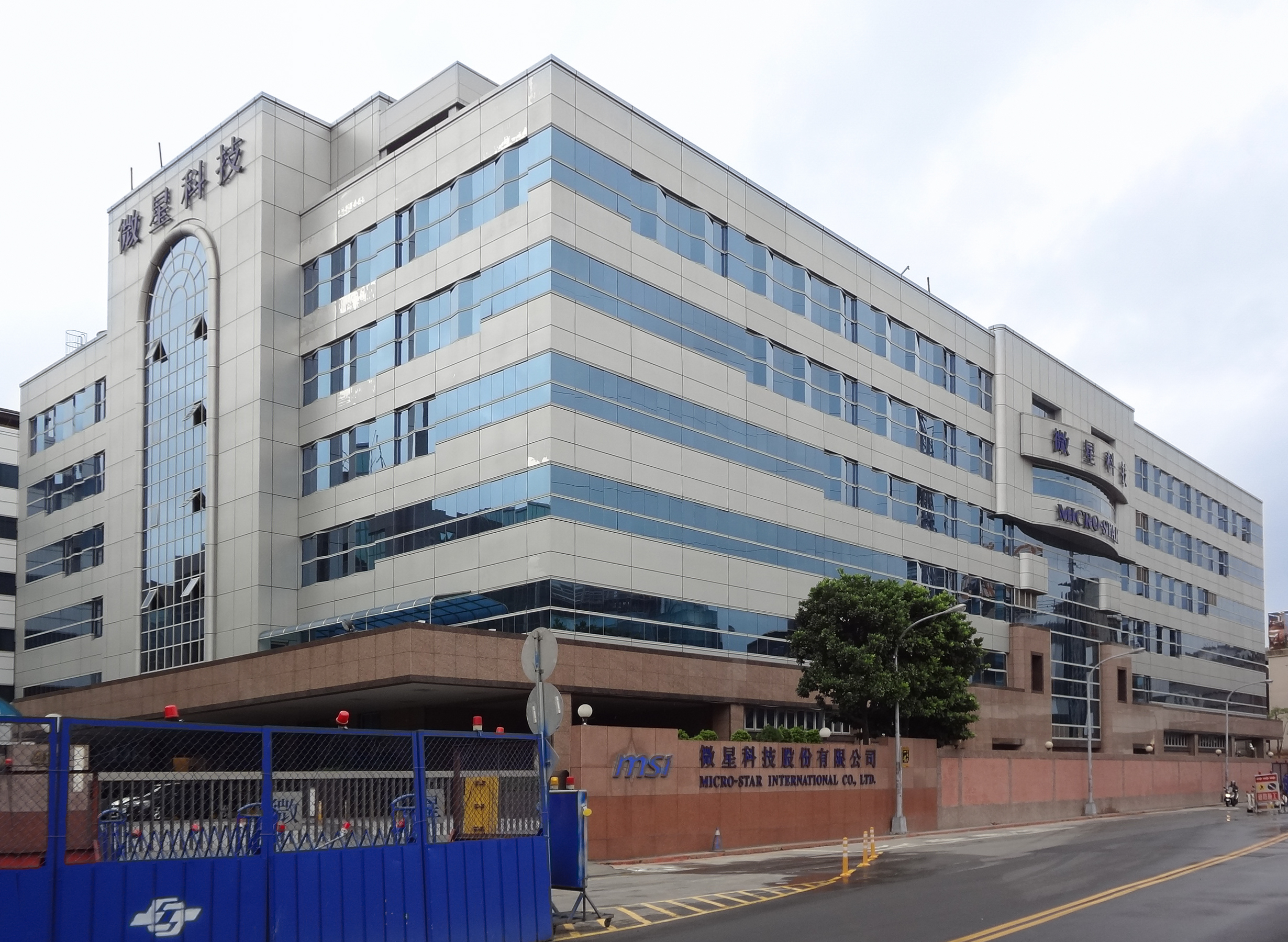
Unternehmenssitz in Zhonghe, Neu-Taipeh, Taiwan

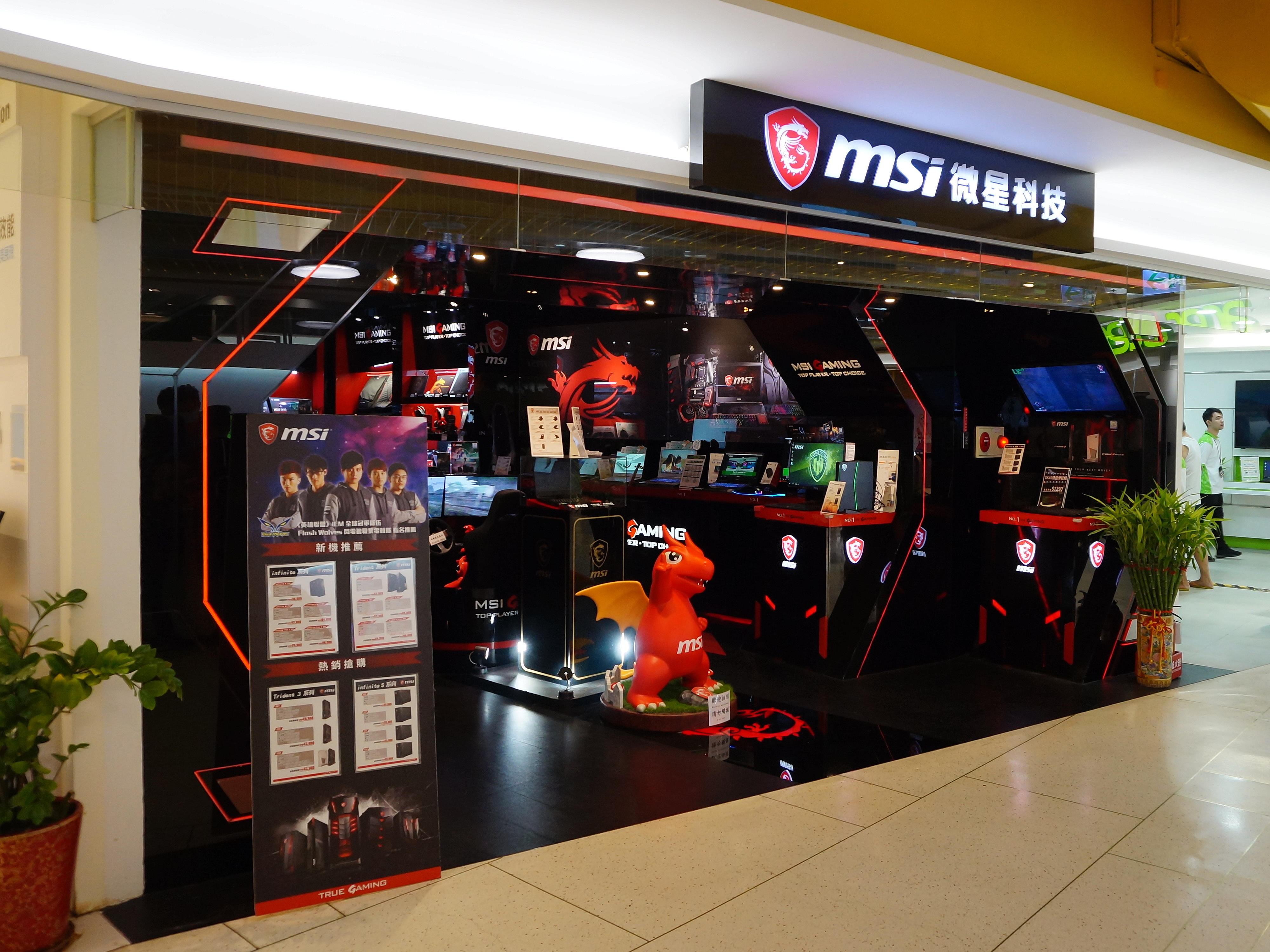
Ein Store von MSI. Der MSI-Drache begrüßt Kunden am Eingang.

Micro-Star International Co., Ltd. (MSI, chinesisch 微星科技, Pinyin Wéi Xīng Kējì – „Winziger Stern“) ist ein taiwanischer Hersteller von Computerhardware. Der Hauptsitz befindet sich im Bezirk Zhonghe der Stadt Neu-Taipeh.
Das Maskottchen von MSI ist ein roter Drache namens Lucky, der auf einigen Produkten und in Bedienungsanleitungen von MSI zu finden ist.
Im Jahr 2022 war MSI nach Asus und Gigabyte der drittgrößte Hersteller von Mainboards weltweit.

## Geschichte
MSI wurde im August 1986 im taiwanischen Taipeh gegründet. 1998 ging das Unternehmen an die Börse in Taipeh. Die erste Niederlassung in Europa wurde 2001 in den Niederlanden gegründet.
2002 stellte MSI das erste Mainboard mit eingebautem WLAN-Modul vor.
Ursprünglich ein reiner Hersteller von PC-Komponenten, vertreibt MSI seit 2003 unter ihrer eigenen Marke Notebooks und seit 2008 auch Netbooks.
Als MSI in den Gaming-Markt einstieg, fokussierte sich das Unternehmen zunächst auf die High-End-Sparte, bietet mittlerweile jedoch Produkte in allen Preisklassen an.
MSI ist seit 2008 Sponsor diverser E-Sport-Mannschaften und hatte Partnerschaften mit über 15 professionellen E-Sport-Teams weltweit.
2009 veröffentlichte MSI die Software MSI Afterburner, ein Tool zum Übertakten von Grafikkarten, das zur meistgenutzten Software dieser Art wurde.
Im Jahr 2015 ging MSI eine Kooperation mit dem Eye-Tracking-Unternehmen Tobii ein, um Gaming-Laptops mit Eye-Tracking-Funktion zu entwickeln.
2016 stieg MSI zum weltweit größten Hersteller von Gaming-Notebooks auf, mit einem Marktanteil von 19 %.
Mit dem MEG Ai1300P PCIE5 stellte MSI im Jahr 2022 das erste Netzteil mit ATX-3.0-Standard vor.
Im Jahr 2023 kündigte MSI eine Kooperation mit der National Chung Hsing University an, in dessen Rahmen vier autonome Roboter für verschiedene Fertigungsdienste hergestellt wurden.
Im Juli 2024 veröffentlichte MSI versehentlich ca. 250.000 Kundendatensätze mit Namen, Postanschriften, Telefonnummern, E-Mail-Adressen und Garantieansprüchen. Der Vorfall wurde erst am 17. Januar 2025 bekannt gemacht und nicht an Datenschutz-Aufsichtsbehörden gemeldet, da das Unternehmen meinte, es seien keine schützenswerten Daten wie Sozialversicherungsnummern oder Führerscheinnummern unter den veröffentlichten Daten vorhanden gewesen.

## Produkte
MSI ist bei Endverbrauchern besonders als Hersteller von Hauptplatinen und Grafikkarten für PCs bekannt, bietet darüber hinaus aber auch vielfältige Produkte im Bereich Computerzubehör, Komplettsysteme und Notebooks an.
Dieser Artikel oder Abschnitt ist übermäßig bebildert. Hilf mit, die Illustrationen auf ein angemessenes Niveau an repräsentativen Bildern zu reduzieren und sie gleichmäßiger im Artikel zu verteilen. Verschiebe die restlichen Abbildungen in eine Galerie bzw. Kategorie auf Wikimedia Commons, die du am Ende dieses Artikels verlinkst.

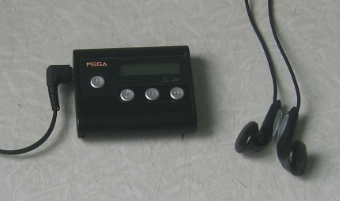
MP3-Player: MSI Mega
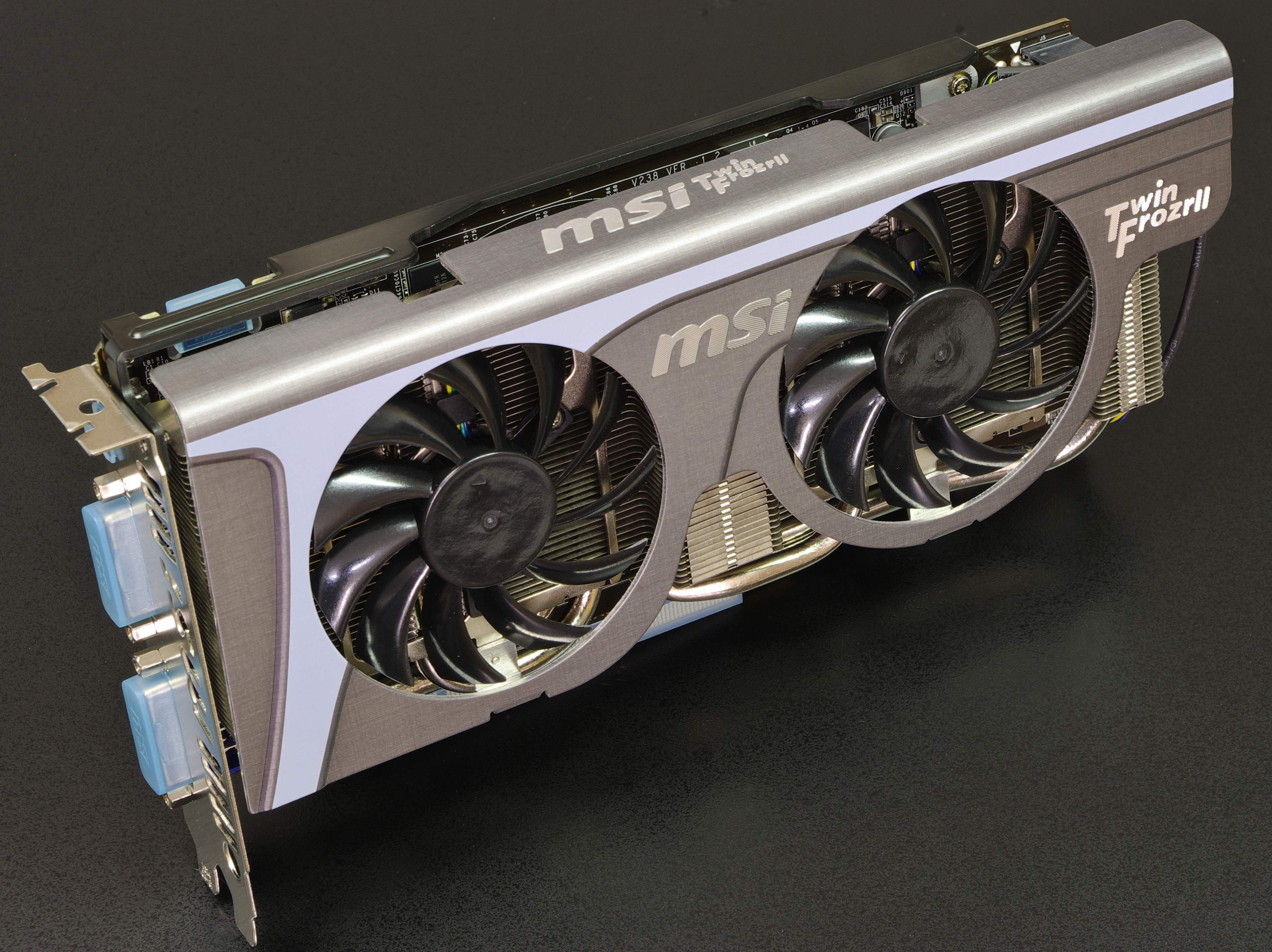
Grafikkarte: MSI N560GTX-Ti Twin Frozr II/OC
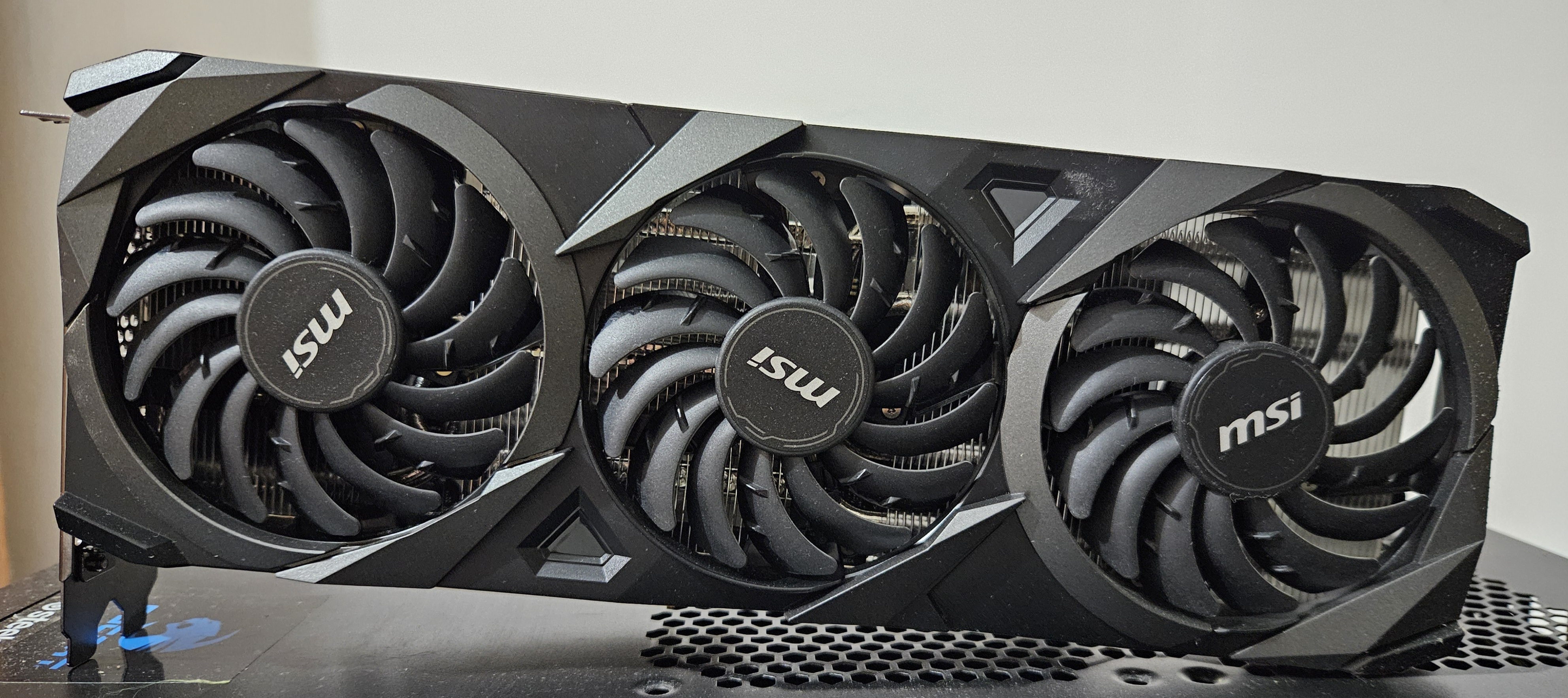
MSI GeForce RTX 3070 VENTUS 3X OC
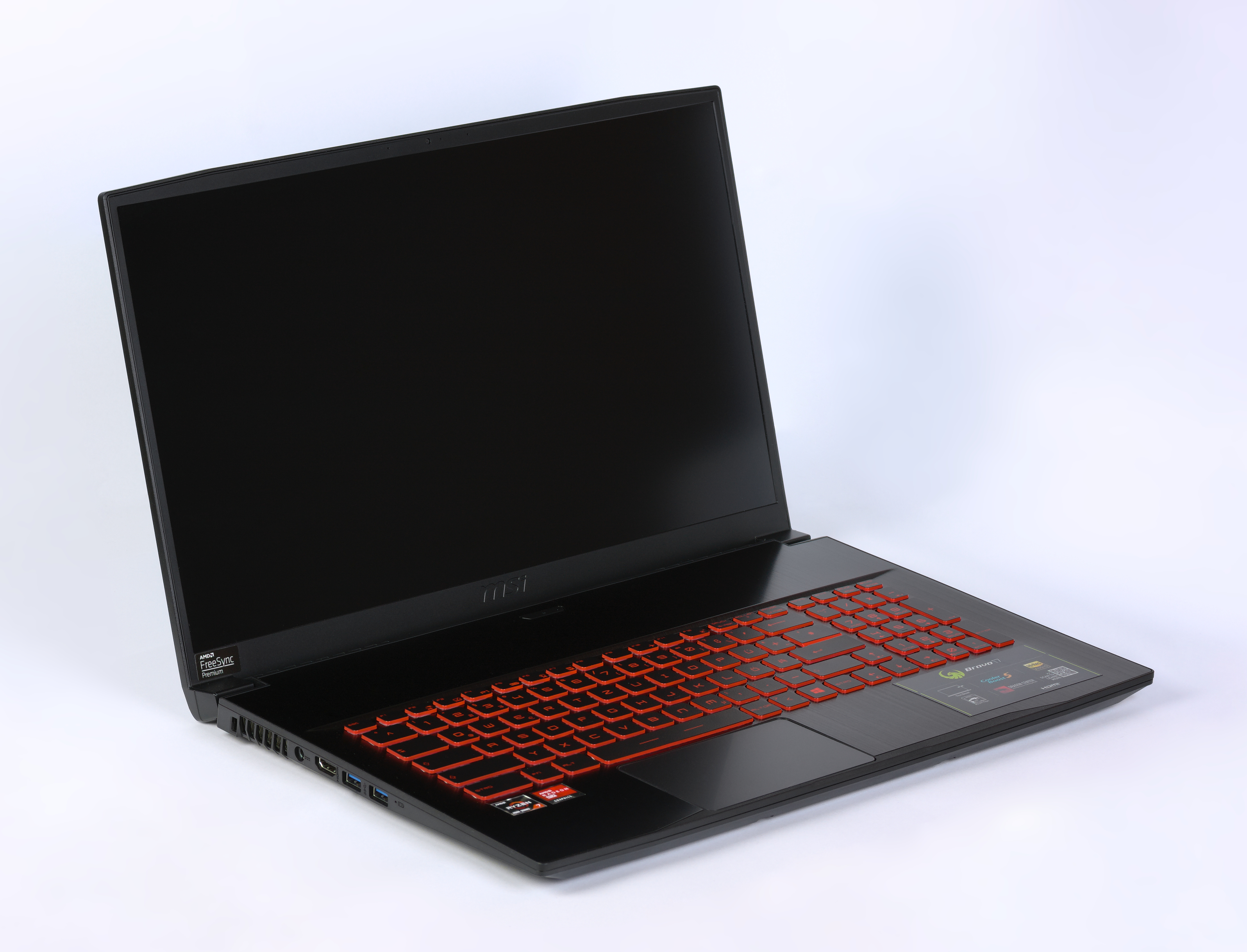
Notebook: MSI Bravo 17
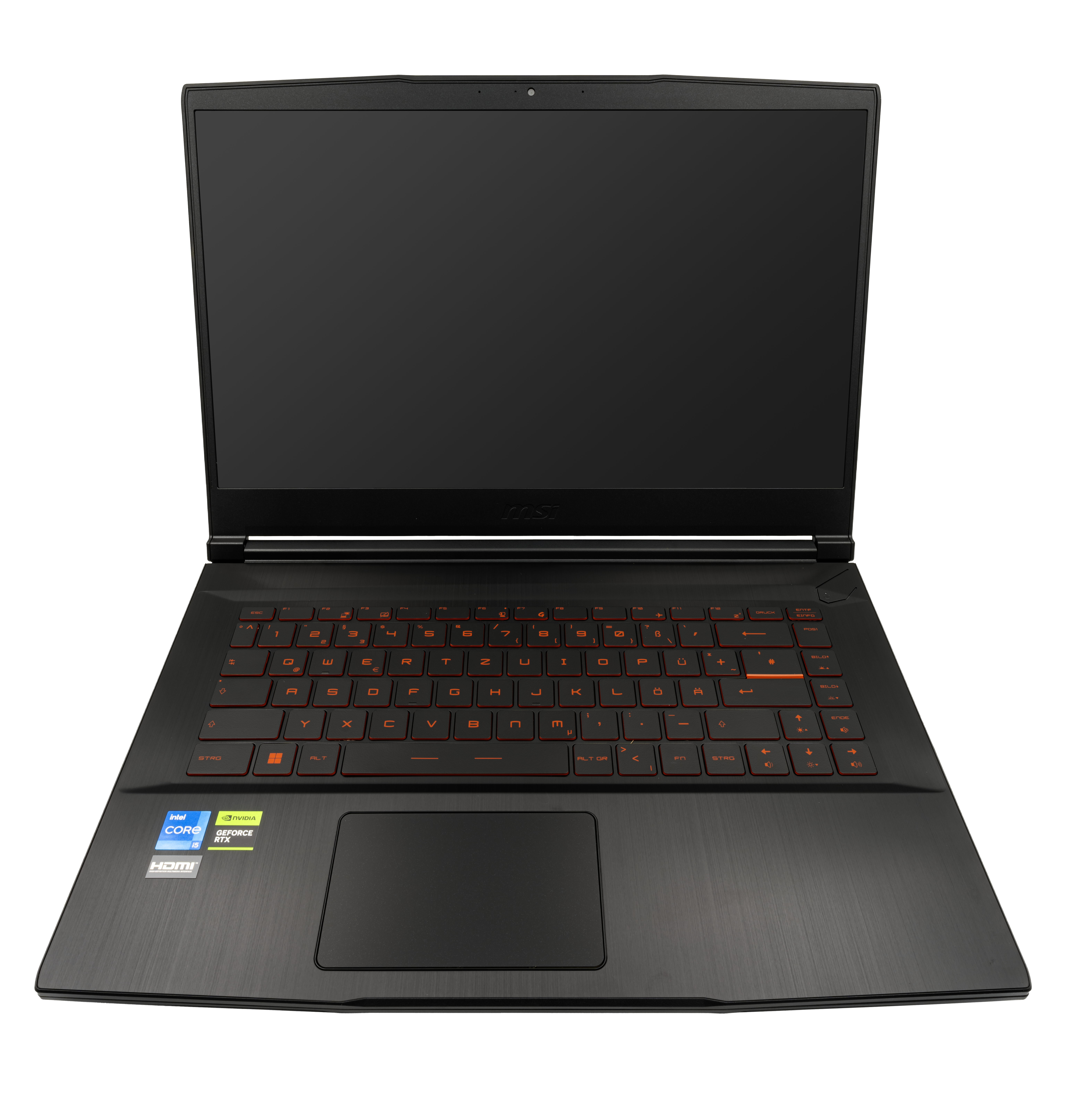
MSI Thin GF63-Laptop
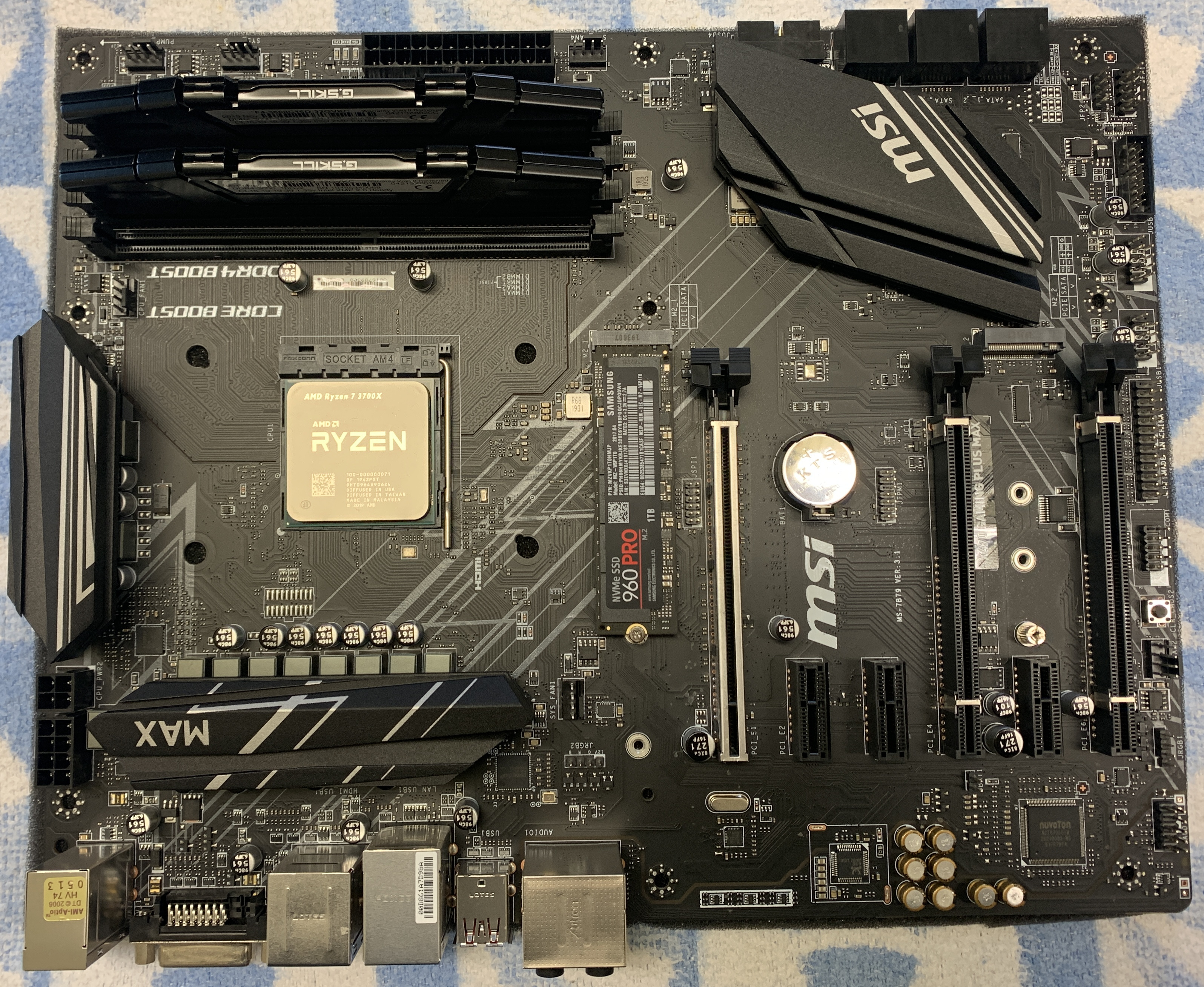
MSI-Motherboard für Gaming-Zwecke
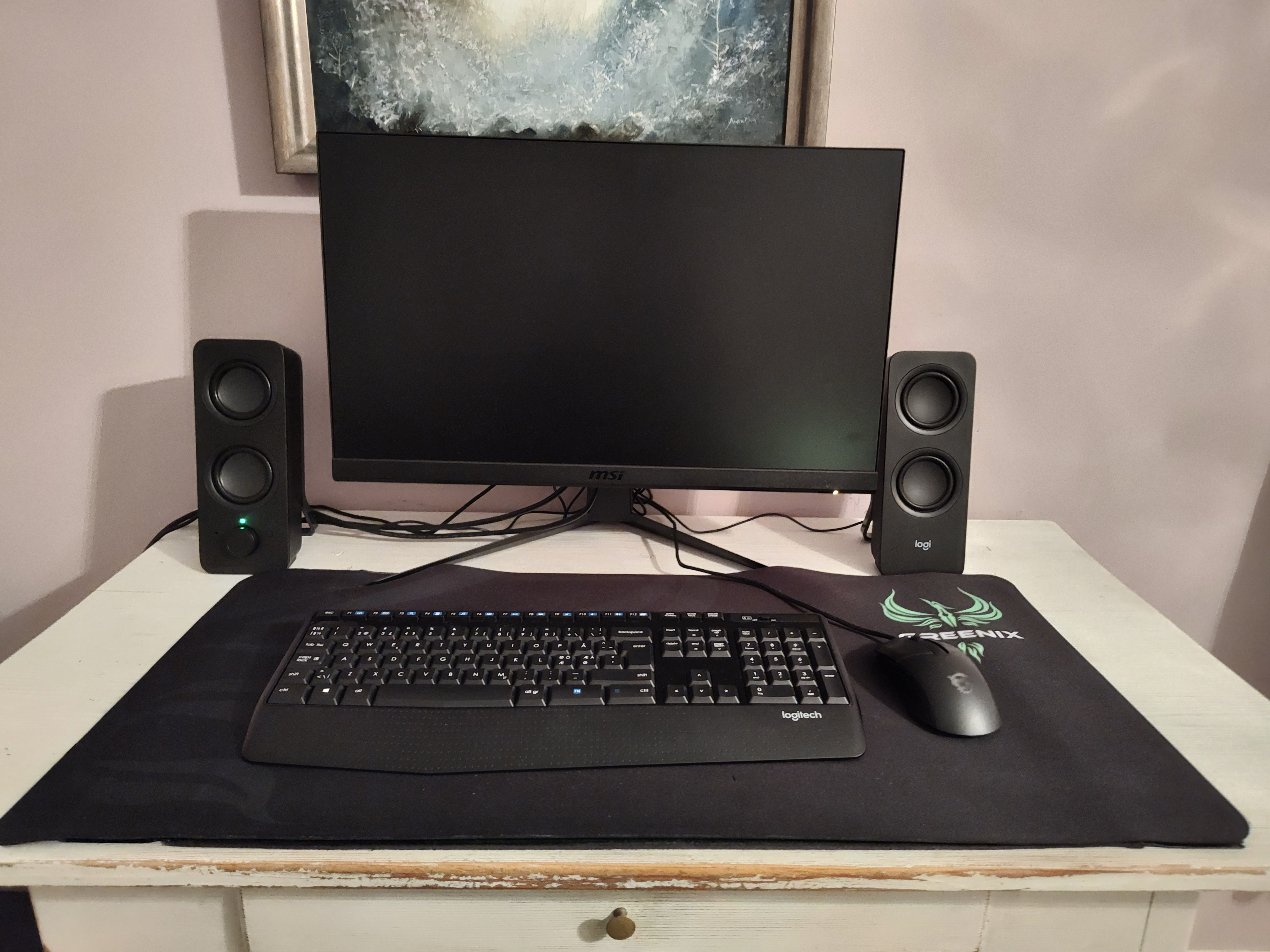
MSI-Monitor
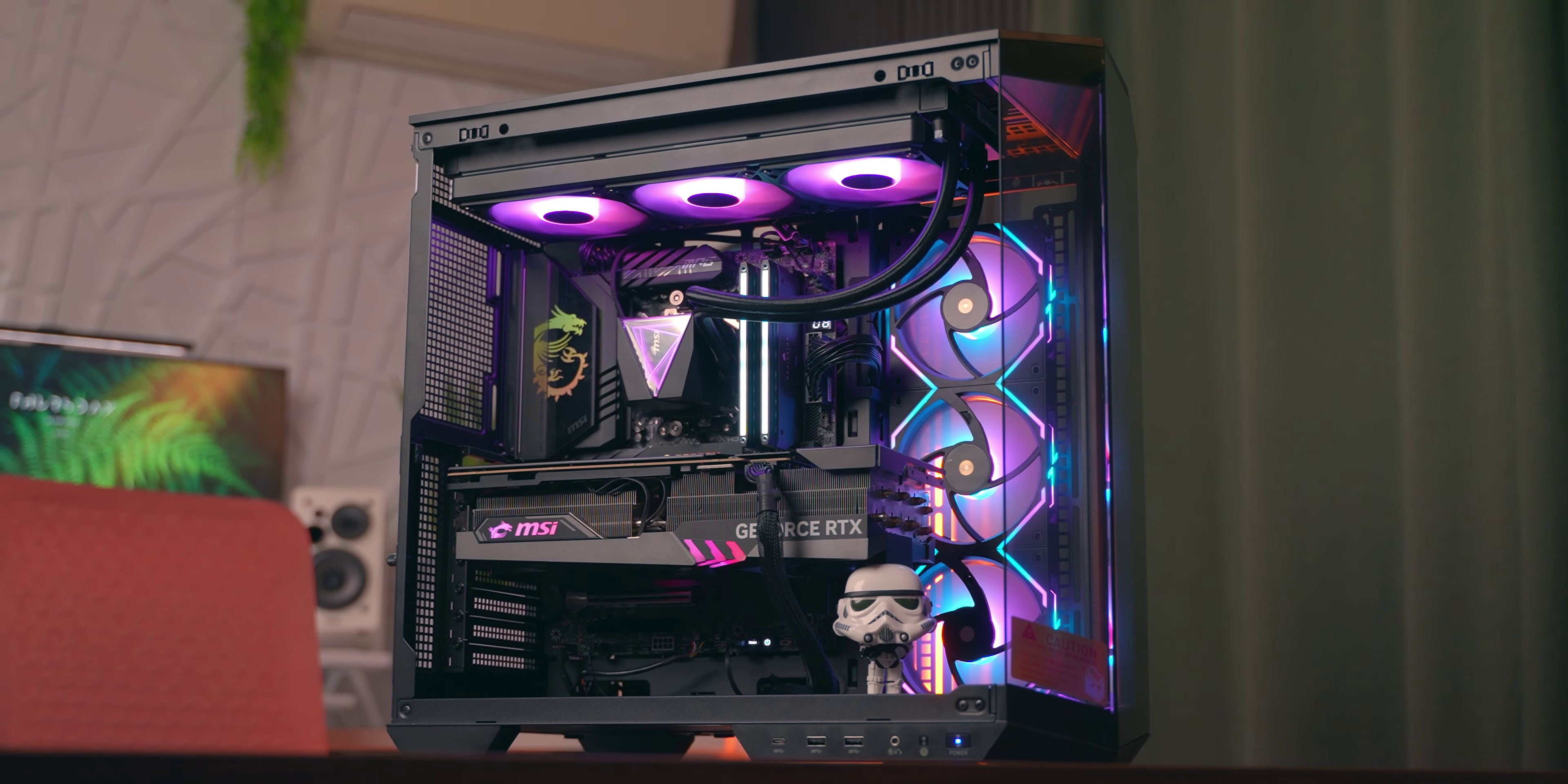
MSI-Gaming-PC

Hauptgeschäftsbereiche von MSI sind:
- Notebooks
- All-in-one-PCs
- Monitore
- Grafikkarten
- Hauptplatinen
- Multimedia-Zubehör
- Desktop-PCs
- Industrie-PCs
- Kommunikationszubehör

Der Markenname Microstar gehört in Deutschland dem Unternehmen Medion, das auch Produkte – vorwiegend Mainboards und Grafikkarten – von MSI bezieht.
Winki
Unter dem Namen Winki wurde bei einigen MSI-Mainboards ein Linux-System auf einem speziellen Flash-Speicher vorinstalliert, welches ein kompaktes, virensicheres und schnell startendes System für Basisaufgaben wie das Surfen im Internet zur Verfügung stellen soll.

## Kennzahlen
Das Unternehmen beschäftigt weltweit etwa 12.500 Mitarbeiter in 23 Ländern und besitzt Werke in China und Taiwan. Der Umsatz belief sich im Jahr 2020 auf ca. 4.7 Mrd. €.